# Прип'ятський-1
Прип'ятський-1 — гідрологічний заказник місцевого значення. Об'єкт розташований на території Любешівського району Волинської області на північ від села Цир.
Площа — 340 га, статус отриманий у 1985 році. Входить до складу «Прип'ять-Стохід».
Охороняється болотний масив в заплаві р. Прип'ять, де серед прибережної трав'яної та чагарникової рослинності зростають береза повисла (Betula pendula) та вільха чорна (Alnus glutinosa). 
Заказник входить до складу водно-болотних угідь міжнародного значення, що охороняються Рамсарською конвенцією головним чином як середовища існування водоплавних птахів, а також до Смарагдової мережі Європи.